# GE 1-C+C-1 (CPEF)
As locomotivas Elétrica GE 1-C+C-1 foram compradas pela Companhia Paulista em 1927, entrando em operação entre 1928 e 1930, sendo destinadas a tração de trens de carga. Seu apelido era "quadradona", por seu grande porte e tamanho.
Foram fabricadas pela GE, com a construção mecânica a cargo da ALCO.

## Na Fepasa
Após a Fepasa assumir o parque de tração da antiga Companhia Paulista, as locomotivas foram renumeradas 6421-6429 e foram usadas durante toda a década de 1970 até meados de 1982.
| Numeração (FEPASA) | Entrada em serviço | Destino                                                                                   | Observações                                            |
| ------------------ | ------------------ | ----------------------------------------------------------------------------------------- | ------------------------------------------------------ |
| 6421               | 1928               | Baixada e vendida como sucata em leilão realizado no Pátio Jundiaí, 2 de abril de 1977    | Ex 226 (1ª Numeração CPEF)/ Ex 420 (2ª Numeração CPEF) |
| 6422               | 1928               | Baixada e vendida como sucata em leilão realizado no Pátio Jundiaí, 10 de outubro de 1983 | Ex 227 (1ª Numeração CPEF)/Ex 421 (2ª Numeração CPEF)  |
| 6423               | 1928               | Baixada e vendida como sucata em leilão realizado no Pátio Jundiaí, 2 de abril de 1977    | Ex 228 (1ª Numeração CPEF)/Ex 422 (2ª Numeração CPEF)  |
| 6424               | 1928               | Baixada e vendida como sucata em leilão realizado no Pátio Jundiaí, 10 de outubro de 1983 | Ex 229 (1ª Numeração CPEF)/Ex 423 (2ª Numeração CPEF)  |
| 6425               | 1928               | Baixada e vendida como sucata em leilão realizado no Pátio Jundiaí, 10 de outubro de 1983 | Ex 230 (1ª Numeração CPEF)Ex 424 (2ª Numeração CPEF)   |
| 6426               | 1929               | Baixada e vendida como sucata em leilão realizado no Pátio Jundiaí, 10 de outubro de 1983 | Ex 420 (1ª Numeração CPEF)/Ex 425 (1ª Numeração CPEF)  |
| 6427               | 1930               | Baixada e vendida como sucata em leilão realizado no Pátio Jundiaí, 10 de outubro de 1983 | Ex 421 (1ª Numeração CPEF)/Ex 426 (2ª Numeração CPEF)  |
| 6428               | 1930               | Baixada e vendida como sucata em leilão realizado no Pátio Jundiaí, 10 de outubro de 1983 | Ex 422 (1ª Numeração CPEF)/Ex 427 (2ª Numeração CPEF)  |
| 6429               | 1930               | Baixada e vendida como sucata em leilão realizado no Pátio Jundiaí, 2 de abril de 1977    | Ex 423 (1ª Numeração CPEF)/Ex 428 (2ª Numeração CPEF)  |